# Dominik Liechti
Dominik Liechti (Langnau im Emmental, 27 aprile 1994) è un giocatore di football americano svizzero che gioca nel ruolo di defensive end per gli Helvetic Mercenaries.

## Palmarès
- 1 CEFL Bowl (Schwäbisch Hall Unicorns, 2022)
- 2 Swiss Bowl (Bern Grizzlies, 2016, 2022)
- 1 German Bowl (Schwäbisch Hall Unicorns, 2022)